# Буенавентура Феррейра
Буенавентура Феррейра (ісп. Buenaventura Ferreira, нар. 4 липня 1960, Коронель-Ов'єдо) — парагвайський футболіст, що грав на позиції півзахисника.
Виступав, зокрема, за «Гуарані» та «Серро Портеньйо», з якими ставав чемпіоном Парагваю, а також національну збірну Парагваю, у склад якої був учасником чемпіонаті світу 1986 року та двух Кубків Америки.

## Клубна кар'єра
Народився 4 липня 1960 року в місті Коронель-Ов'єдо. Вихованець футбольної школи клубу «Гуарані Каабі». У дорослому футболі дебютував 1978 року виступами за команду «Коронель-Ов'єдо», в якій провів три сезони, після чого грав у складі інших місцевих команд «Рубіо Нью», «Атлетіко Тембетарі», «Серро Портеньйо» та «Гуарані» (Асунсьйон), вигравши у складі останнього чемпіонат Парагваю у 1984 році.
Згодом з 1985 по 1988 рік грав за кордоном у складі колумбійського «Депортіво Калі», іспанського «Сабаделя» та аргентинського «Велес Сарсфілда», а потім повернувся у «Гуарані» (Асунсьйон).
У сезоні 1990 року, виступаючи спочатку за «Лібертад», а потім за «Серро Портеньйо» забив 17 голів і став найкращим бомбардиром парагвайської ліги, а також допоміг команді виграти чемпіонство.
Протягом 1991—1992 років захищав кольори болівійського «Орієнте Петролеро», а 1992 року знову повернувся до Парагваю, щоб приєднатися до лав клубу «Соль де Америка». У 1993 році Буенавентура знову став гравцем «Гуарані» (Асунсьйон), але того ж року поїхав до Аргентини, щоб приєднатися до команди «Колон» з Санта-Фе.
У 1994 році Феррейра поїхав до Еквадору, де грав за «Депортіво Кіто». У цьому ж році він повернувся до Парагваю, щоб виступати за «Лібертад». За цю команду він грав до 1995 року, а у 1996 році встиг пограти за парагвайські «Спорт Колумбія» та «Депортіво Умайта» і відправитись в Болівію, щоб знову грати в «Орієнте Петролеро».
Завершив ігрову кар'єру у команді «Спортіво Сан-Лоренсо», за яку виступав протягом 1997 року.

## Виступи за збірні
1981 року залучався до складу молодіжної збірної Парагваю.
1985 року дебютував в офіційних матчах у складі національної збірної Парагваю, а наступного року поїхав з нею на чемпіонат світу 1986 року у Мексиці, де Парагвай вийшов до 1/8 фіналу, а Феррейра зіграв у всіх чотирьох іграх — проти Іраку (1:0), Мексики (1:1), Бельгії (2:2) та Англії (0:3).
Надалі у складі збірної був учасником розіграшу Кубка Америки 1987 року в Аргентині, де Парагвай вибув на груповому етапі, а Феррейра зіграв лише в матчі проти Колумбії (0:3), де на 57-й хвилині змінив на полі Роберто Кабаньяса, а також розіграшу Кубка Америки 1989 року у Бразилії, де Парагвай посів четверте місце. Феррейра зіграв на цьому турнірі у шести іграх — у чотирьох матчах групового етапу проти Перу (5:2), Колумбії (1:0), Венесуели (3:0, забив 2 голи) і Бразилії (0:2) та у двох матчах на фінальному етапі проти Уругваю (0:3) і Бразилії (0:3).
Загалом протягом кар'єри у національній команді, яка тривала 9 років, провів у її формі 44 матчі, забивши 7 голів.

## Титули і досягнення
- Чемпіон Парагваю (2):

«Гуарані» (Асунсьйон): 1984
«Серро Портеньйо»: 1990

### Індивідуальні
- Найкращий бомбардир чемпіонату Парагваю: 1990 (17 голів)